# Akuyaku Reijō Tensei Oji-san
Akuyaku Reijō Tensei Oji-san (悪役令嬢転生おじさん n.đ. "Ông Chú Chuyển Sinh Thành Nữ Nhân Vật Phản Diện") là một bộ manga dài tập do Michiro Ueyama sáng tác và vẽ minh họa. Truyện đăng dài kỳ trên tạp chí Seinen manga Young King Ours GH của nhà xuất bản Shōnen Gahōsha từ tháng 3 năm 2020. Tính đến tháng 8 năm 2024, Shōnen Gahōsha đã xuất bản tổng cộng 7 tập tankōbon. Một bản chuyển thể anime truyền hình dài tập do Ajia-do Animation Works sản xuất dự kiến phát sóng trong tháng 1 năm 2025.

## Nội dung
Một ông chú otaku trung niên 52 tuổi vì cứu một cậu bé khỏi tai nạn giao thông nên gặp tai nạn và bị hôn mê sâu. Linh hồn của ông chuyển sinh vào nữ nhân vật phản diện chính tên Grace Auvergne trong trò chơi otome mang tên Magical Gakuen: Love & Beast mà cô con gái của ông đã chơi trước đó. Do không muốn cản trở cái kết có hậu của những nhân vật trẻ tuổi trong trò chơi, ông quyết định đóng vai người xấu để đưa nhân vật nữ chính và các nhân vật nam chính lại với nhau. Nhưng kết quả lại trái ngược khi tính cách và kinh nghiệm sống của ông vô tình giúp đỡ họ. Dần dần họ phát triển cảm tình với nhân vật Grace và từ đó làm câu truyện diễn ra theo một hướng khác, mặc dù ông không có ý định làm vậy.

## Nhân vật
Kenzaburo Tondabayashi (屯田林 憲三郎 Tondabayashi Kenzaburō)
Lồng tiếng bởi: Kazuhiko Inoue
Ông chú otaku trung niên 52 tuổi có công việc nhân viên văn phòng, sống vui vẻ cùng gia đình có cả vợ và con gái đều là otaku. Sau một lần cứu người, ông hôn mê sâu và linh hồn chuyển sinh vào một nữ nhân vật phản diện trong một trò chơi otome. Vì không nắm rõ nội dung cốt truyện, Kenzaburo cố gắng diễn tròn vai phản diện theo cách của riêng mình, nhưng bản năng của một công chức lâu năm, kinh nghiệm làm bố cộng với tính cách tốt bụng, ông đã khiến diễn biến câu chuyện trở nên không thể ngờ tới.
Grace Auvergne (グレイス・オーヴェルヌ Gureisu Ōverunu)
Lồng tiếng bởi: M.A.O
Cô con gái lớn của công tước. Từng là một cô bé vui vẻ tinh nghịch, nhưng tính cách dần trờ nên cộc cằn, kiêu ngạo sau thời gian trải qua quá trình học tập trở thành quý tộc. Sau một lần bị ngã ngựa trước khi nhập học, cơ thể cô bị linh hồn Kenzaburo nhập vào và điều khiển. Trong một tập truyện tiết lộ, bên trong Grace đang chứa đựng hai linh hồn, trong đó linh hồn Kenzaburo điều khiển cơ thể, còn linh hồn của Grace bị giam trong một chiếc lồng.
Anna Doll (アンナ・ドール Anna Dōru)
Lồng tiếng bởi: Akira Sekine
Nhân vật nữ chính của trò chơi otome. Một cô học sinh thường dân được nhận vào trường nhờ có thành tích học tập tốt và tài năng ma pháp. Theo cốt truyện cô sẽ bị Grace cản trở và hãm hại, qua đó làm quen và kết thân với các nhân vật nam chính. Nhưng trong truyện, cô luôn được Kenzaburo trong vai Grace quan tâm và giúp đỡ, từ đó cô thấy hạnh phúc, cảm kích cô ấy và bắt đầu nghĩ đến việc sau này sẽ phụng sự cho Grace.
Virgile Vierge (ヴィルジール・ヴィエルジ Virujīru Vieruji)
Lồng tiếng bởi: Kaito Ishikawa
Richard Verseau (リシャール・ヴェルソー Rishāru Verusō)
Lồng tiếng bởi: Yūichirō Umehara
Auguste Lion (オーギュスト・リオン Ōgyusuto Rion)
Lồng tiếng bởi: Ryōta Suzuki
Pierre Gemeaux (ピエール・ジェモー Piēru Jemō)
Lồng tiếng bởi: Takuma Nagatsuka
Lambert Balance (ランベール・バランス Ranbēru Baransu)
Lồng tiếng bởi: Seiichiro Yamashita
Lucas Vierge (リュカ・ヴィエルジ Ryuka Vieruji)
Lồng tiếng bởi: Aoi Koga

## Chuyển thể

### Manga
Bộ manga Akuyaku Reijō Tensei Oji-san do Michiro Ueyama sáng tác và minh họa, đăng trên tạp chí Seinen manga Young King Ours GH của nhà xuất bản Shōnen Gahōsha từ ngày 16 tháng 3 năm 2020. Shōnen Gahōsha đã gom các chương manga lại thành các tập tankōbon, với tập đầu tiên xuất bản vào ngày 16 tháng 12 năm 2020. Tính đến ngày 5 tháng 8 năm 2024, họ đã xuất bản tổng cộng bảy tập.

#### Danh sách tập truyện
| # | Phát hành tiếng Nhật      | Phát hành tiếng Nhật |
| # | Ngày phát hành            | ISBN                 |
| - | ------------------------- | -------------------- |
| 1 | Ngày 16 tháng 12 năm 2020 | 978-4-7859-6827-4    |
| 2 | Ngày 2 tháng 8 năm 2021   | 978-4-7859-6968-4    |
| 3 | Ngày 5 tháng 4 năm 2022   | 978-4-7859-7114-4    |
| 4 | Ngày 28 tháng 12 năm 2022 | 978-4-7859-7308-7    |
| 5 | Ngày 5 tháng 6 năm 2023   | 978-4-7859-7406-0    |
| 6 | Ngày 4 tháng 1 năm 2024   | 978-4-7859-7578-4    |
| 7 | Ngày 5 tháng 8 năm 2024   | 978-4-7859-7726-9    |

### Anime
Bộ anime truyền hình Akuyaku Reijō Tensei Oji-san được chuyển thể từ manga cùng tên, thông tin được công bố trong tháng 1 năm 2024. Do Ajia-do Animation Works thực hiện, Tetsuya Takeuchi đạo diễn, Shingo Irie biên soạn kịch bản (series composition), Haruka Matsunae thiết kế nhân vật và do Yuki Miyamoto thiết kế quái vật. Phần nhạc do Natsumi Tabuchi, Misaki Tsuchida, Tsugumi Tanaka, Reiko Abe và Kaho Sawada sáng tác. Theo kế hoạch, anime sẽ phát sóng trong tháng 1 năm 2025 trong khung giờ phát sóng anime đặc biệt Super Animeism Turbo, thuộc hệ thống Animeism của Nhật Bản trên các chi nhánh của JNN, gồm MBS và TBS.

## Giải thưởng
Bộ manga được đề cử cho giải Tsugi ni kuru Manga Taishōs lần thứ sáu ở hạng mục truyện tranh in và đứng thứ tư trong số 50 đề cử với 17.633 phiếu bầu.